# Bankim
Bankim är en ort i Kamerun.   Den ligger i regionen Adamaouaregionen, i den centrala delen av landet, 250 km norr om huvudstaden Yaoundé. Bankim ligger 731 meter över havet och antalet invånare är 5 727.
Terrängen runt Bankim är platt västerut, men österut är den kuperad. Trakten runt Bankim är glesbefolkad, med 17 invånare per kvadratkilometer. Det finns inga andra samhällen i närheten. Trakten runt Bankim är huvudsakligen savannskog.